# Entesa per Mallorca
Entesa per Mallorca (Acuerdo por Mallorca) (ExM) fue un partido político español de ámbito mallorquín e ideología nacionalista y progresista. Se fundó en octubre del 2006 a raíz de una escisión del Partit Socialista de Mallorca.
Sus estatutos establecen que es una organización política que asume las fuentes fundamentales del mallorquinismo político y de la socialdemocracia europea moderna. Los miembros fundadores fueron Ramón Quetglas, Felip Esteva, Maria Eugènia Pozo y Miquel Vado. El 21 de octubre de 2006 se celebró su primer congreso en el cual fue elegido presidente Gabriel Huguet y Ballester, secretario general Jaume Sansó y secretario de Organización Francesc Garcies. También formaron parte del partido en aquel primer congreso Matáis Crespí, exalcalde de Santa Eugenia y Monserrat Santandreu, exalcalde de Artá. En octubre del 2007 celebraron en Inca su segundo congreso, reeligiendo a Gabriel Huguet, Jaume Sansó y Francesc Garcíes como máximos dirigentes.

## Proyecto político
Entesa per Mallorca nació a raíz de una escisión del Partit Socialista de Mallorca. No fue ajena a la escisión la tensión interna dentro el partido causada por el nombramiento de como cabeza de lista de Matáis Crespí unida a la decisión de formar el Bloc per Mallorca, que eliminaba precisamente la posibilidad que este liderazgo se hiciera efectivo. El grupo derrotado en el Congreso del PSM argumentó que la creación del Bloc implicaba la desvirtuación del proyecto nacionalista que hasta entonces representaba el PSM. Por este motivo, ExM tiene entre sus objetivos el unificación del nacionalismo progresista, dividido en tres formaciones: PSM, Esquerra Republicana de Catalunya y ellos mismos. Como objetivo programático, Entesa aspira a lograr el pleno reconocimiento político del país como nación europea y el progreso de su pueblo.
También se le acusa de haber sido una escisión del PSM-EN instigada por ERC con el fin de capitalizar el voto del PSM; entre estos indicios se cuenta la exclusión del PSM-EN de la coalición Europa de los Pueblos - Verdes para las elecciones al Parlamento Europeo de 2009 en beneficio de ExM.

## Elecciones
Las elecciones locales de 2007 fueron las primeras a las que concurrió ExM. ExM consiguió algunos concejales a través de pactos preelectorales, formando parte del gobierno en algunos ayuntamientos. En algunos municipios, ExM se presentó a través de partidos independientes federados a ella. 
En 2008 ExM fue uno de los integrantes de la candidatura Unitat per les Illes, formada por PSM-EN, Unió Mallorquina, Esquerra Republicana de Catalunya, la propia ExM, Els Verds de Menorca y varios partidos independientes de la isla, para concurrir a las elecciones legislativas españolas del 9 de marzo. Pero la experiencia, liderada por Pere Sampol, acabó en un sonoro fracaso. El secretario general de ExM, Jaume Sansó, fue candidato al Senado y el presidente de Entesa per Palma, Ponç Vaquero, fue el número ocho de la candidatura. Esta coalición tenía como objetivo romper con el bipartidismo PP-PSOE y conseguir por primera vez una voz nacionalista de Mallorca en el Congreso de los Diputados.
En las elecciones al Parlamento Europeo de 2009, ExM formó parte de la candidatura Europa de los Pueblos - Verdes.
De cara a las elecciones autonómicas de 2011 se anunció la participación de Entesa en la coalicón del PSM-EN e Iniciativa Verds, lo que se considera el primer paso de cara a su reintegración en el PSM, hecho que se materializó finalmente en febrero de 2013.